# Кон, Лия Зисевна
Ли́я Зи́севна Кон (31 июля 1934, Кишинёв — 13 ноября 2020, Магдебург) — молдавский и советский физик, доктор физико-математических наук (1985), профессор.

## Биография
В 1957 году окончила физико-математический факультет Кишинёвского университета. С 1957 года работала в отделе статистической физики Института прикладной физики Академии наук Молдавии — старший, затем главный научный сотрудник.
Диссертацию доктора физико-математических наук по теме «Влияние локализованных состояний примеси и особенностей зонной структуры на свойства сверхпроводящих и нормальных сплавов» защитила в 1985 году под руководством В. А. Москаленко. С 1999 года — в Германии.
Основные научные труды посвящены свойствам сверхпроводящих материалов, проблемам термоэлектрического эффекта при сверхпроводимости и нормальном состоянии металлов, в частности приложила систему уравнений Гинзбурга-Ландау для модели с двумя зонами во всём диапазоне параметров при наличии примеси.
Муж — Авив Юлисеевич Кон (род. 1929, Штефанешты), кандидат физико-математических наук (1967), доцент кафедры физики Кишинёвского политехнического института.

## Монографии
- А. А. Голуб, Л. З. Кон. Кинетические свойства сверхпроводящих сплавов. Кишинёв: Штиинца, 1981. — 110 с.
- В. А. Москаленко, Л. З. Кон, М. Е. Палистрант. Низкотемпературные свойства металлов с особенностями зонного спектра. Кишинёв: Штиинца, 1989. — 284 с.
- V. A. Moskalenko, L. Z. Kon, M. E. Palistrant. Teoria supraconduct ibilităîţii mult i-bandă. Bucureşt: Editura Tehnică, 2008. — 248 с.[9]